# Babadaijan
Babadaijan (en turcomano: Babadaýhan; en ruso: Бабадайхан), conocida anteriormente como Kírovsk (en ruso: Кировск), es una ciudad de Turkmenistán que es parte del distrito de Babadaijan en la provincia de Ajal. 

## Toponimia
El nombre de Babadaijan tiene origen persa (en persa: بابادهقان‎, romanizado: Bâbâdehqân).

## Historia
El pueblo fue fundado en la década de 1930 y durante el período soviético, se llamó Kírovsk en honor a Serguéi Kírov. En 1935, Kírovsk recibió el estatus de centro de distrito.
Su nombre y el nombre del distrito circundante fueron cambiados a Babadaijan el 26 de junio de 1992 por Resolución Parlamentaria n.º 729-XII.
El 29 de abril de 2016, después de la decisión del gabinete de ministros de Turkmenistán sobre la liquidación del distrito de Babadaijan, Babadaijan fue incluida en el distrito de Teyen. Con la restauración de distrito de Babadaijan el 5 de enero de 2018, Babadaijan volvió a convertirse en su centro administrativo y adquirió el estatus de ciudad.

## Demografía
| 3492                                   | 4338 | 5020 | 7132 |
| (Fuente: Censo soviético de 1959-1989) |      |      |      |

## Infraestructura

### Transporte
La estación de tren más cercana está a 38 km en Teyen, que es parada del Ferrocarril Trans-Caspio y de la línea a Mashhad en Irán.